# God's Country (film 1985)
God's Country è un documentario del 1985 diretto da Louis Malle.

## Trama
Il filmato venne girato in una comunità agricola nella cittadina di  Glencoe, ad ovest della città di Minneapolis in Minnesota. L'interesse di Malle era concentrato sulla condizione degli agricoltori e la sovrapproduzione degli anni ottanta.

## Il nome del documentario
Nel folclore statunitense è diffusa la convinzione che gli Stati Uniti d'America fossero "la terra promessa". Infatti i primi coloni europei, in particolare i puritani, credevano di fondare le loro città nel "nuovo mondo" per volere di Dio.